# Alexander Goedicke
Alexander Fyodorovich Goedike (sovint pronunciat Gedike (Moscou, 20 de febrer o 4 de març], 1877 - Idem., 9 de juliol, 1957), va ser un compositor, organista, pianista, professor i fundador de l'escola d'orgue rus i soviètic. Artista del Poble de la RSFSR (1946).
L'estil del compositor Gedike està influenciat per la cultura de l'orgue i es marca per la serietat i la monumentalitat, la claredat de la forma i un domini magistral de l'escriptura polifònica. Alhora, Gedike va prendre molt de les tradicions de l'escola clàssica russa. És autor de quatre òperes, cantates, moltes obres simfòniques, per a piano i orgue, concerts i obres de cambra per a instruments de vent, romances i arranjaments de cançons populars russes. És especialment conegut com a autor d'obres de teatre infantils.

## Biografia
Alexander Goedicke a Moscou, en una família alemanya que feia temps que s'havia establert a Rússia. El seu besavi, Heinrich-Georg Goedicke, va ser organista de l'Església Catòlica de Sant Petersburg i rector del Teatre Dramàtic Alemany; el seu besavi en una altra línia, Friedrich Albert Gebhard, i la seva dona Maria Hedwig Gebhard eren cantants d'òpera. El seu avi, Karl Andreevich (segons els documents, Genrikhovich), va ser professor de cant coral a Moscou i va exercir com a organista de l'església catòlica de Sant Lluís de França de Moscou. El seu pare, Fiódor Karlovitx (segons el seu certificat de naixement, Friedrich-Alexander-Paul Goedicke), treballava com a organista a la mateixa església, era pianista a l'orquestra del Teatre Bolshoi i ensenyava piano obligatori al Conservatori de Moscou. El germà petit Pavel Fyodorovich Gedike (12.01.1879), campaner del monestir de Sretensky. Posseïdor d'un oïda perfecta i d'unes habilitats musicals absolutament excepcionals. «Té una oïda increïble», va dir d'ell el seu germà, compositor. «En un dia festiu, quan sonen milers de campanes, el frare distingeix inconfusiblement el toc de qualsevol església». Els dos campaners de Moscou més destacats són Pavel Gedike i Konstantin Saradzhev. Els cosins de Gödicke eren Nikolai Médtner, Alexander i Emilius Medtner. Un altre cosí, Vladimir Vladimirovich Gedike, va ser un enginyer ferroviari que va construir el ferrocarril Vladivostok-Khabarovsk. Per la seva feina dura i desinteressada en les difícils condicions de la taigà intransitable, una de les estacions va rebre el seu nom, «Gedike».
La mare d'Alexander Goedicke era francesa, Justine Adèle Augustine Lecampion, d'una família de pagesos. Orfes de jove, ella i la seva germana gran van ser criades pels seus oncles a Normandia, i quan ella va arribar als 16 anys, van ser enviades a casa d'uns parents a Rússia per buscar feina com a institutrius.
Segons els records de la seva germana, Alexander Gedike era un noi mascle de petit. Als 9 anys va ingressar a l'Escola Infantil Zubov, i als 10 anys va ingressar a la classe preparatòria del Tercer Gimnàs de Moscou. Al gimnàs, segons ell mateix va admetre, no era un bon estudiant. Ja als 12 anys, va començar a substituir sovint el seu pare a l'orgue durant els serveis religiosos. Va aprendre a tocar principalment pel seu compte. Tocava el piano i el violoncel en el conjunt local i participava en l'arranjament de peces per al conjunt local. Després de 4t curs, va deixar el gimnàs i es va transferir al 5è curs del Conservatori de Moscou, on va començar a estudiar a la classe del professor A. I. Galli. Més tard va estudiar amb Pàvel Pabst i Vassili Safónov en piano, amb Anton Arenski, Nikolai Mikhailovich Ladukhin i Gueorgui Koniús en teoria musical i composició, i també amb Aleksandr Morozov.
Segons els records de Gedike, les classes al conservatori en aquella època no eren particularment intensives: per exemple, a sisè de primària hi havia classes de cultura i literatura –4 hores a la setmana, un curs d'estètica (escultura i pintura)–1 hora a la setmana, 1 hora de classes de l'especialitat, 4 hores d'harmonia, 2 hores de cant coral –només dotze hores a la setmana. El 1898, Gedike es va graduar al conservatori. Durant els seus anys d'estudiant, va escriure una sonata per a violí, una marxa, una elegia i una fuga per a una gran orquestra, i va compondre romances i peces per a piano.
Després de graduar-se al conservatori, va començar a donar classes particulars. Va treballar als Instituts de Dones Nikolaevsky i Elizavetinsky. El 1900 va participar en el Tercer Concurs Rubinstein de Viena com a pianista i compositor. En la categoria de compositor, va rebre un premi (l'únic atorgat al concurs) per la seva Peça de concert per a piano i orquestra, sonata per a violí i peces per a piano. També va ser guardonat amb una menció honorífica com a pianista.
Gedike es va casar amb Ekaterina Petrovna Chernysheva, la tia d'una de les seves alumnes particulars. La meva dona i jo ens vam establir al carrer Nemetskaya (ara Baumanskaya). Gedike va comprar un petit orgue per als seus assajos i el va instal·lar a casa seva.
Des del 1909, Alexander Fyodorovich Gedike va ser professor de piano al Conservatori de Moscou, i des del 1919 va ser cap del departament de conjunt de cambra. A partir del 1920 també va impartir una classe d'orgue (que havia après a tocar des de petit sota la tutela del seu pare), i el 1923 va dirigir el departament d'orgue i va oferir el seu primer concert en solitari amb l'instrument a la Gran Sala del Conservatori. Entre els seus alumnes d'organista hi havia N. Ya. Vygotsky, M. L. Starokadomsky, L. I. Roizman, S. L. Dizhur, G. Ya. Grodberg i I. D. Weiss.
El repertori de Gedike incloïa totes les obres de J. S. Bach, així com els seus propis arranjaments per a orgue de fragments d'òperes, obres simfòniques i per a piano. Konstantin Ivanovich Eremin, Nazariy Grigorievich Raisky i, en anys posteriors, Nina Dorliak van participar sovint en els concerts de Gedike.
Després de la revolució, A. F. Gedike, juntament amb la seva mare, la seva esposa, el seu germà Pavel Fyodorovich, que patia una malaltia mental, i la seva neboda, es van traslladar a l'apartament del professor a l'edifici del Conservatori de Moscou, on va viure fins a la seva mort.
El pianista era un convidat freqüent a l'apartament de P. A. Lamm al Conservatori de Moscou, on se celebraven vetllades musicals els dimecres.
Alexander Fyodorovich va morir el 9 de juliol de 1957 als 81 anys. Va ser enterrat al cementiri de Vvedenskoye (secció 11).

## Gedike en vida
Tots els coneguts i estudiants van assenyalar les extraordinàries qualitats personals d'A. F. Gedike. En tota la seva vida, mai no hi va haver ni una sola ocasió en què digués alguna cosa dura a un estudiant. Tot i que sovint deia als seus alumnes que estava a punt d'enfadar-se, mai s'enfadava. La seva increïble amabilitat, delicadesa, sinceritat i senzillesa van convertir Alexander Gedike en l'ànima del conservatori i van inspirar amor i profunda devoció als seus alumnes. I quan un dels seus coneguts es va trobar en problemes, Gedike va ser el primer a córrer a ajudar, ajudant tant moral com materialment.
L'amor de Gedike pels animals mereix una menció especial. Al seu apartament vivien fins a una dotzena de gats, un gos coix que havia cuidat fins que es va recuperar, i tots els ocells del voltant de l'hivernacle el reconeixien perquè sempre els donava menjar al matí.
Tot i que A. F. Gedike mai semblava ser exigent per fora, per dins, segons els seus amics, era una persona molt inquieta i impressionable. Estava molt preocupat, sobretot per altres persones, i s'ho prenia tot molt seriosament.
A. F. Gedike era una persona extremadament puntual i li agradava la minuciositat. Observava estrictament la seva rutina diària, cosa que explicava en gran manera la seva enorme capacitat de treball. Segons els estudiants i els col·legues, durant tots els anys que va treballar al Conservatori, no va faltar mai a una sola classe i mai va arribar tard a les classes ni a les reunions de departament. Fins i tot quan va arribar a classe molt malalt, convèncer-lo que tornés a casa va ser una tasca difícil.
Tot i que Gedike era partidari de la música polifònica i adorava Bach, sempre va estar, fins a la vellesa, obert a la percepció de noves idees musicals; Li agradava la música de Prokófiev i Xostakóvitx. No li agradava la innovació per innovar per si mateixa, no li agradava la pretensió i realment no li agradava la frivolitat en la música, i es va expressar de manera força categòrica sobre aquest tema. No suportava la duresa en tocar el piano. Com a exemple: "Rigaudon".
Probablement, Gedike estava molest perquè les seves grans obres simfòniques s'interpretaven rarament, però mai no en parlava i, com que era un home modest, mai no va imposar les seves obres a ningú.
Aleksandr Goldenvéizer va recordar un incident divertit quan va convèncer Gedike perquè li ensenyés a pescar. Goldenweiser, liderat per Gedike, pescant per primera vegada a la vida, va pescar una dotzena de peixos petits; Gedike, com que era un pescador àvid, per molt que s'hi esforçés, no en va pescar ni un. I tot i que no va dir res, aquest incident va irritar tant a Gedike que no va tornar a pescar mai més.
Gedike es distingia pel seu llenguatge figuratiu viu i l'ús d'expressions populars; sovint deia als seus alumnes: “No sigueu malcriats!”, “No sigueu entremaliats!”, “No perdeu el temps!” Per això, a més de per la seva barba i la seva omnipresent bossa de cordill, de vegades confonien en Gedike amb un pagès vell, cosa que el divertia, però mai s'enfadava. En Gedike parlava en veu baixa i greu. Li encantava acariciar-se la barba i jugar amb la cadena del seu rellotge de butxaca. Caminava amb bastó, lentament, i era un home de força alta estatura.

## Premis i guardons
- Ordre de Lenin.
- Dues Ordres de la Bandera Roja del Treball (03.06.1937 - per assoliments destacats en el camp de la formació de personal musical; 03.05.1952[11]).
- Artista del Poble de la RSFSR (1946).
- Artista Honorífic de la RSFSR.
- Premi Stalin, Primer Grau (1948) – per activitats de concerts i espectacles.
- Premi al Tercer Concurs Rubinstein (1900) a Viena (com a compositor).